# Emanuele Giaccherini
Emanuele Giaccherini (* 5. Mai 1985 in Talla) ist ein ehemaliger italienischer Fußballspieler.
Zuletzt stand er bei Chievo Verona unter Vertrag. Giaccherini war Mittelfeldspieler und konnte als Flügelspieler sowohl auf der linken als auch auf der rechten Seite eingesetzt werden. Er galt als dribbel- und sprintstark sowie als guter Torvorbereiter.

## Leben
Emanuele Giaccherini stammt aus Talla in der Provinz Arezzo, ab seinem 16. Lebensjahr wuchs er in Cesena auf. Im Jugendalter musste ihm nach einem Zusammenprall mit einem gegnerischen Torwart die Milz entfernt werden.
Giaccherini ist verheiratet und hat eine Tochter.

## Karriere

### Im Verein

#### AC Cesena
Emanuele Giaccherini wechselte im Jahr 2002 aus Bibbiena zur AC Cesena. Für die Saison 2004/05 wurde er an den Forlì FC in die Serie C2 verliehen. In den folgenden beiden Spielzeiten stand er leihweise bei der AC Bellaria Igea Marina unter Vertrag. Eine langwierige Verletzung zwang ihn dort zwischenzeitlich dazu, sich eine Arbeit zu suchen, um über die Runden zu kommen. In der Saison 2007/08 spielte der Mittelfeldmann erneut leihweise in der Serie C2, diesmal bei der AC Pavia, für die er in 27 Partien neun Treffer erzielte und mit der er in der Relegation gegen Caravaggese den Abstieg in die Serie D gerade noch verhinderte.
Zur Saison 2008/09 kehrte Giaccherini zur AC Cesena in die Lega Pro Prima Divisione zurück, bei der er mit Pierpaolo Bisoli einen Trainer vorfand, der auf ihn setzte. Er trug als Stammspieler fünf Tore zum Aufstieg in die Serie B bei. Auch in der folgenden Saison behielt er seinen Stammplatz in Cesena und machte mit dem Klub durch Rang zwei hinter der US Lecce den direkten Durchmarsch in die Serie A perfekt. Seinen ersten von insgesamt acht Serie-B-Treffern in dieser Saison erzielte der Flügelspieler am 29. August 2009 im Stadio Via del Mare in Lecce beim 2:0-Sieg gegen Gallipoli Calcio.
In der Saison 2010/11 brachte Giaccherini gute Leistungen und erzielte sieben Tore in 36 Spielen. Am 28. August 2010 gab er beim 0:0 im Römer Olympiastadion gegen den AS Rom sein Debüt in Italiens höchster Spielklasse. Seinen ersten Treffer in der Seria A erzielte er am 11. September 2010 zum 2:0-Endstand gegen den AC Mailand. Am 6. März 2011 gelang ihm beim 3:2-Sieg bei Sampdoria Genua innerhalb von zwei Minuten sein erster Doppelpack in der Serie A.

#### Juventus Turin
Am 25. August 2011 kaufte der italienische Rekordmeister Juventus Turin für drei Millionen Euro 50 % seiner Transferrechte und verpflichtete ihn damit. Auch unter dem neuen Trainer Antonio Conte, dessen Vorliebe für ein Spielsystem mit drei oder sogar vier Spitzen Giaccherinis Spielweise entgegenkommt, setzte sich der Mittelfeldspieler mehr und mehr durch. Am 11. September 2011 gab er beim 4:1-Sieg gegen den FC Parma sein Debüt für Juventus. Am 21. Januar 2012 erzielte er beim 2:0-Sieg gegen Atalanta Bergamo sein erstes Serie-A-Tor für die Mannschaft. Am 19. Juni 2012 kaufte Juve 100 % der Transferrechte. Zudem unterschrieb Giaccherini einen neuen Dreijahresvertrag bis zum 30. Juni 2015.

#### AFC Sunderland
Im Juli 2013 verpflichtete der englische Erstligist AFC Sunderland Giaccherini. Für den Verein absolvierte Giaccherini in den Spielzeiten 2013/14 und 2014/15 als Ergänzungsspieler nur 28 Ligaspiele und erzielte dabei vier Tore. Im Sommer 2015 wurde er in seine italienische Heimat zum FC Bologna verliehen.

#### SSC Neapel
Nach der Leihe zum FC Bologna und einer starken Europameisterschaft verpflichtete die SSC Neapel Giaccherini im Juli 2016 von Sunderland. In der Saison 2016/17 stand Giaccherini in 16 Liga-Partien auf dem Platz, wurde davon allerdings 15-mal eingewechselt. Auch in der Hinrunde der Saison 2017/18 blieb Giaccherini Ergänzungsspieler. Im Januar 2018 wurde er für die Rückrunde an Chievo Verona verliehen.

### In der Nationalmannschaft
Italiens Nationaltrainer Cesare Prandelli berief ihn ins 23-köpfige Aufgebot der Nationalmannschaft für die Fußball-Europameisterschaft 2012. Sein Länderspieldebüt gab Giaccherini im ersten Gruppenspiel gegen Spanien, das 1:1-Unentschieden endete. Dabei stand er in der Startformation und spielte 90 Minuten durch.
Bei der Fußball-Europameisterschaft 2016 in Frankreich wurde er in das italienische Aufgebot aufgenommen. Vier der fünf Turnierpartien spielte er über die volle Spielzeit, lediglich im dritten Gruppenspiel kam er nicht zum Einsatz, da die Qualifikation für die K.-o.-Spiele da bereits feststand und er geschont wurde. Im Auftaktspiel gegen Belgien erzielte er die 1:0-Führung für die Squadra Azzurra. Im Viertelfinale war er im Elfmeterschießen der sechste Schütze und verwandelte. Trotzdem gewann am Ende Deutschland mit 6:5 nach Elfmetern und Italien schied aus. Seit der EM folgte keine weitere Nominierung.

## Erfolge
- Italienischer Meister: 2011/12, 2012/13
- Vize-Europameister: 2012
- Italienischer Supercupsieger: 2012
- Dritter des Confed-Cups: 2013
- Player of the Match im Spiel Belgien – Italien bei der Europameisterschaft 2016

## Verweise